# Чижиков Сергій Григорович
Чижиков Сергій Григорович (нар. 22 грудня 1966, смт Десна, Чернігівська область) — український військовослужбовець, капітан Збройних сил України, учасник російсько-української війни, Лицар ордена Богдана Хмельницького III ступеня.

## Життєпис
Чижиков Сергій Григорович народився 22 грудня 1966 року в смт Десна, на Чернігівщині.
У 1989 році закінчив навчання в Полтавському вищому зенітно-ракетному командному училищі.
З 1989 по 1993 служив в Західній групі військ на різних офіцерських посадах, в 1993 році пішов у запас. Після демобілізації здобув ще дві вищі освіти(менеджмент виробничої сфери; фінанси та кредит).
Працював у банківській сфері (1995—2015), менеджером з роботи із державним сегментом та комунальними підприємствами АТ «Укрпошта» (2015—2022).
У 2014 році після початку російсько-української війни служив в 1-шій окремій танковій бригаді. У 2015 році демобілізувався.
Був інструктором у ветеранському центрі спеціальної підготовки «Вовкулака» (м. Чернігів), де передавав свій досвід під час тренувань з тактичної підготовки для цивільних та військових, готуючи їх до реалій сучасної війни.
24 лютого 2022 року з початку широкомасштабного російського вторгнення в Україну мобілізувався.
4 березня 2022 року в боях за Чернігів на околицях міста за допомогою ПЗРК «Ігла-1» 1985 року випуску капітан Чижиков Сергій став першим, хто збив новітній російський багатоцільовий надманеврений винищувач четвертого покоління Су-35 (вартість якого 40-65 млн доларів США). Напередодні, цей винищувач ймовірно бомбардував житлові райони міста (3 березня 2022), спричинивши загибель 47 цивільних громадян.

## Нагороди
- орден Богдана Хмельницького III ступеня (13 березня 2022) — за особисту мужність і самовіддані дії, виявлені у захисті державного суверенітету та територіальної цілісності України, вірність військовій присязі[6];
- нагрудний знак «Ветеран війни — учасник бойових дій».